# Sádek (Velké Heraltice)
Sádek (německy Zattig) je částí obce Velké Heraltice nacházející se v okrese Opava, v Moravskoslezském kraji, zhruba 14 km západně od Opavy. Druhým nejbližším městem je 19 km vzdálený Krnov. Součástí Sádku je i osada Sádecký dvůr. Sádek má katastrální výměru 11,17 km² (1117 ha), v roce 2011 tu bylo 92 domů a v roce 2021 zde žilo 254 obyvatel.

## Historie
První zmínka o Sádku pochází z roku 1250, kdy patřil velehradskému klášteru. Po velehradských cisterciácích se majiteli vsi stali Bírkové z Násilé a po nich Bruntálští z Vrbna, za nichž se Sádek stal součástí panství Heraltice. Do roku 1848 vykonával správu obce v zastoupení vrchnosti rychtář. Po zrušení patrimoniálního zřízení byla zavedena obecní samospráva, prvním starostou se stal sedlák Jan Gebauer.
Vesnice byla zcela obydlena Němci, v roce 1864 měla 64 domů a 462 obyvatel. Německá škola byla v Sádku již v roce 1775. Součástí obce byl také Sádecký dvůr, který se rozkládal nedaleko vesnice. Tento velký panský dvůr se v roce 1927 stal tzv. zbytkovým statkem a v té době tu přišli první čeští osadníci Ladislav Verner, Ferdinand Orlík a František Mazur. To znamenalo začátek české menšiny v Sádku. Vznikla také česká menšinová škola, která od roku 1929 měla vlastní budovu zakoupenou a opravenou Maticí opavskou. Byla v ní i mateřská škola. Prvním učitelem byl Bedřich Jařabáč.

### 20. století
Po vzniku samostatné Československé republiky vykonávalo správu obce obecní zastupitelstvo, v kterém měla česká menšina jednoho zástupce. Nejsilnější stranou v meziválečném období byla v Sádku Sudetoněmecká strana, která se výrazně zasadila o rozbití Československa. Po Mnichovské zradě a příchodu německé armády v říjnu 1938 muselo české obyvatelstvo obec opustit a jeho majetek byl zabaven.
Ves byla osvobozena sovětskou armádou 6. května 1945. V roce 1946 byl ustaven místní národní výbor, jehož předsedou se stal Josef Stupeň. Po poválečných peripetiích byli v roce 1946 sudetští Němci odsunuti, na jejich místa přišli noví osídlenci. V roce 1952 založili jednotné zemědělské družstvo. Do roku 1974 družstvo hospodařilo samostatně, potom bylo sloučeno s JZD ve Velkých Heralticích a v roce 1976 se dále sloučilo s JZD Brumovice. Statek v sádeckém dvoře byl v 1948 zestátněn a byl zařazen do Čs. státních statků. V roce 1977 byla farma statku přiřazena ke sloučeným družstvům. Sádek se stal v roce 1976 místní částí obce Velké Heraltice.

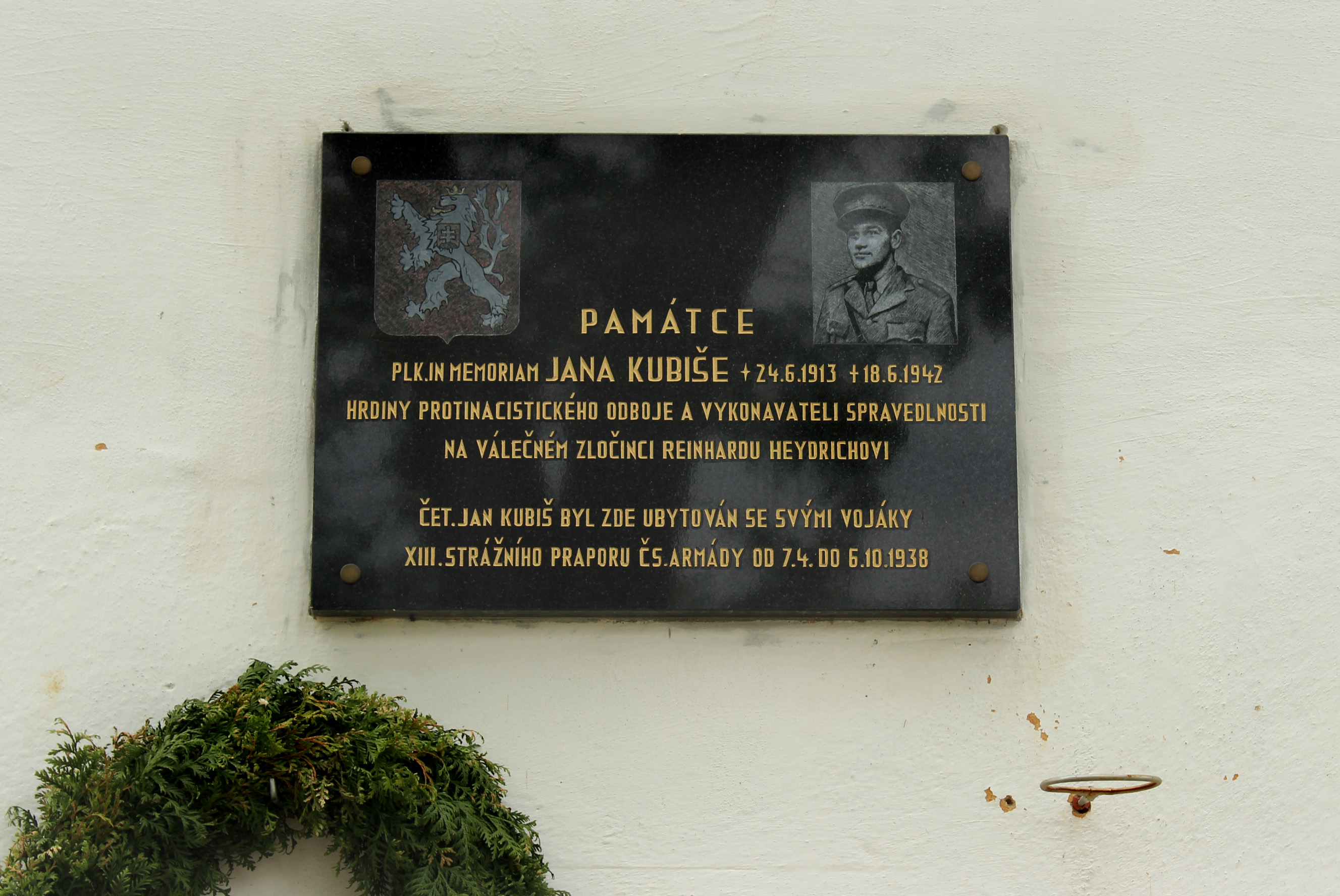
Pamětní deska Janu Kubišovi

V době narůstajícího ohrožení Československa začala v roce 1935 výstavba stálého opevnění podél tehdejších hranic s Německem. Z linie těžkého opevnění byl do konce září 1938 jako poslední ve Slezsku vybetonován pěchotní srub OP-S 38 severně od Sádku. Srub byl třízvonový, ale již nebyl osazen děly. Od roku 1936 byly vytvářeny speciální jednotky zvané strážní prapory. Třetí rota strážního praporu XIII byla přemístěna z Litultovic do Březové a v dubnu 1938 se část roty nastěhovala do Sádku. Vojáci se ubytovali v hasičské zbrojnici, jejich velitelem byl četař Jan Kubiš. Po demobilizaci se dostal do Velké Británie, kde prošel výcvikem a v roce 1941 byl vysazen do protektorátu jako člen skupiny Antropoid. S Josefem Gabčíkem provedl atentát na zastupujícího říšského protektora Heydricha. Jana Kubiše připomíná v Sádku pamětní deska umístěna v roce 2010 na hasičské zbrojnici, kde v pohnuté době roku 1938 pobýval.

## Obyvatelstvo
| 1860 | 1880 | 1890 | 1900 | 1910 | 1921 | 1930 | 1950 | 1961 | 1970 | 1980 | 1991 | 2001 | 2011 |
| ---- | ---- | ---- | ---- | ---- | ---- | ---- | ---- | ---- | ---- | ---- | ---- | ---- | ---- |
| 495  | 525  | 543  | 506  | 523  | 497  | 472  | 290  | 354  | 338  | 317  | 309  | 322  | 281  |

## Poloha a zajímavosti
Sádek se rozkládá v kopci nad údolím okolo potoka Herlička, v oblasti Nízkého Jeseníku. Obec dostala jméno podle skupiny rybníků a vodních ploch, které se v jejím okolí nacházejí a z nichž se do dneška zachovaly pouze tři. Z jihozápadu ohraničuje Sádek les, skrze který vede stezka do nedalekého Kamence. Pomyslnou obrannou linii tvoří rozsáhlá síť železobetonových bunkrů a pevností, vybudovaných ve 30. letech 20. století. Nejvýraznější památkovou té doby je pěchotní srub U Pomníku na severu, při cestě na Velké Heraltice. V blízkém okolí se nacházejí i tři další velké sruby a plánovaná dělostřelecká tvrz Šibenice, kde byla v letech 2018–2019 postavena rozhledna.
Šibenice nezískala svůj název náhodou. Minimálně v roce 1755 působil v obci kat, který figuroval v případu Marianny Saligerin z nedalekých Svobodných Heřmanic. Ta byla po své smrti obviněna z vampyrismu a čarodějnictví. Zpráva o vlně čarodějnických procesů a hromadných exhmunací, které následovaly, se tenkrát dostala až k císařovně Marii Terezii, která v důsledku toho vydala dekrety zakazující pronásledování domnělých čarodějnic.
Filiální kostel Nanebevzetí Panny Marie je největší pamětihodností vesnice. Byl postaven v roce 1865 a stojí na místě staršího dřevěného kostela z roku 1461. V blízkosti vesnice stály hned tři větrné mlýny, z nichž se zachoval pouze jediný, v roce 1878 převezený do Choltic.

### Pamětihodnosti
- Filiální kostel Nanebevzetí Panny Marie

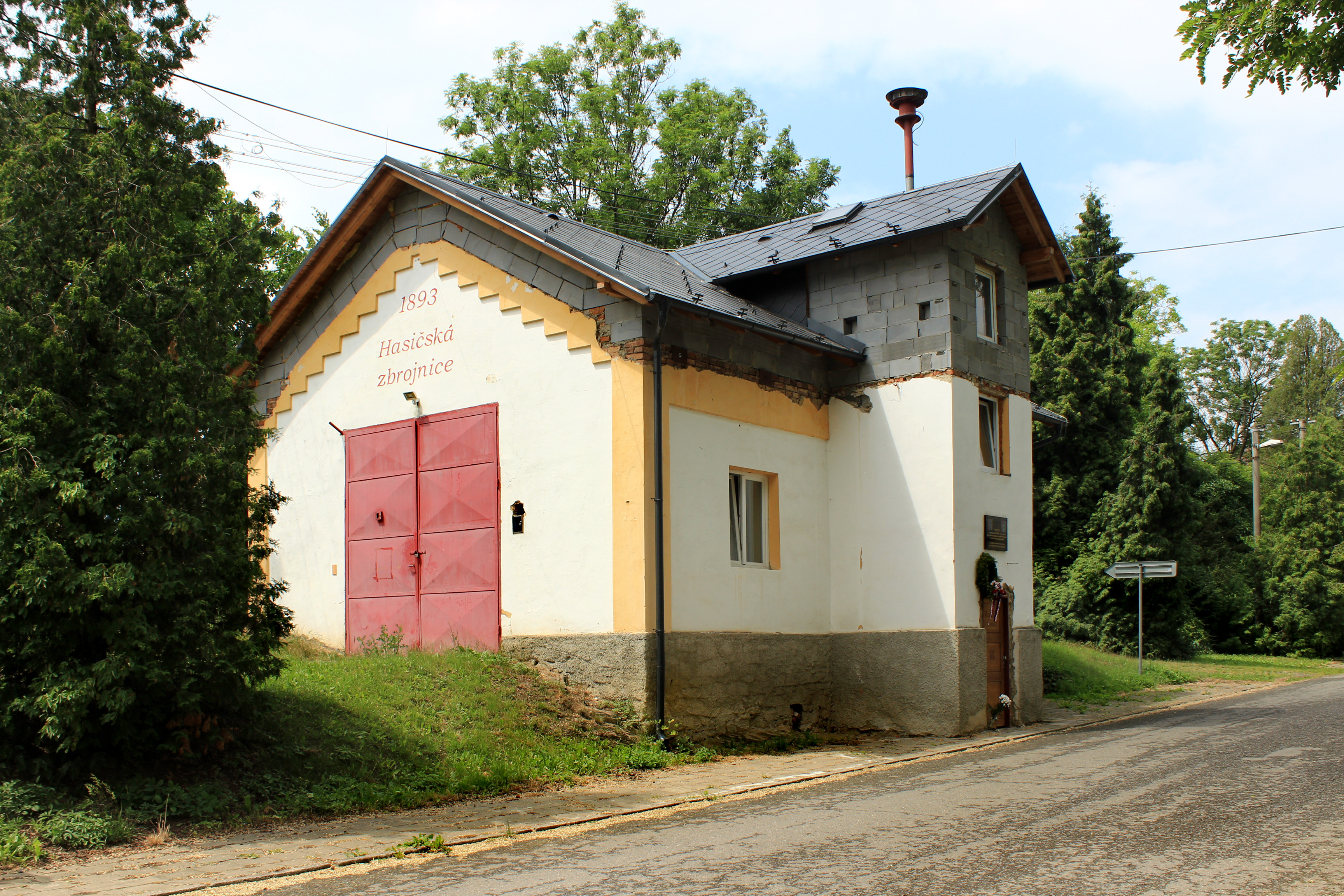
Opravovaná hasičská zbrojnice s pamětní deskou

- Pěchotní sruby a řopíky
- Dělostřelecká tvrz Šibenice
- Kaplička sv. Františka z Assisi
- Památník obětem 2. světové války
- Památník padlých občanů

## Současnost
V obci je aktivních několik místních zájmových spolků – jmenovitě myslivci, chovatelé a dobrovolní hasiči. Všechny tři skupiny každoročně spolupořádají tradiční krmášové slavnosti, jejichž součástí bývá mše, benátská noc, fotbalové utkání a hasičská soutěž.
Mezi další akce, které se v Sádku pravidelně pořádají, patří masopust, chovatelský ples, střelecké dny, metalový festival Sádekfest a cyklistický závod Tour de Sádek.

## Další fotografie

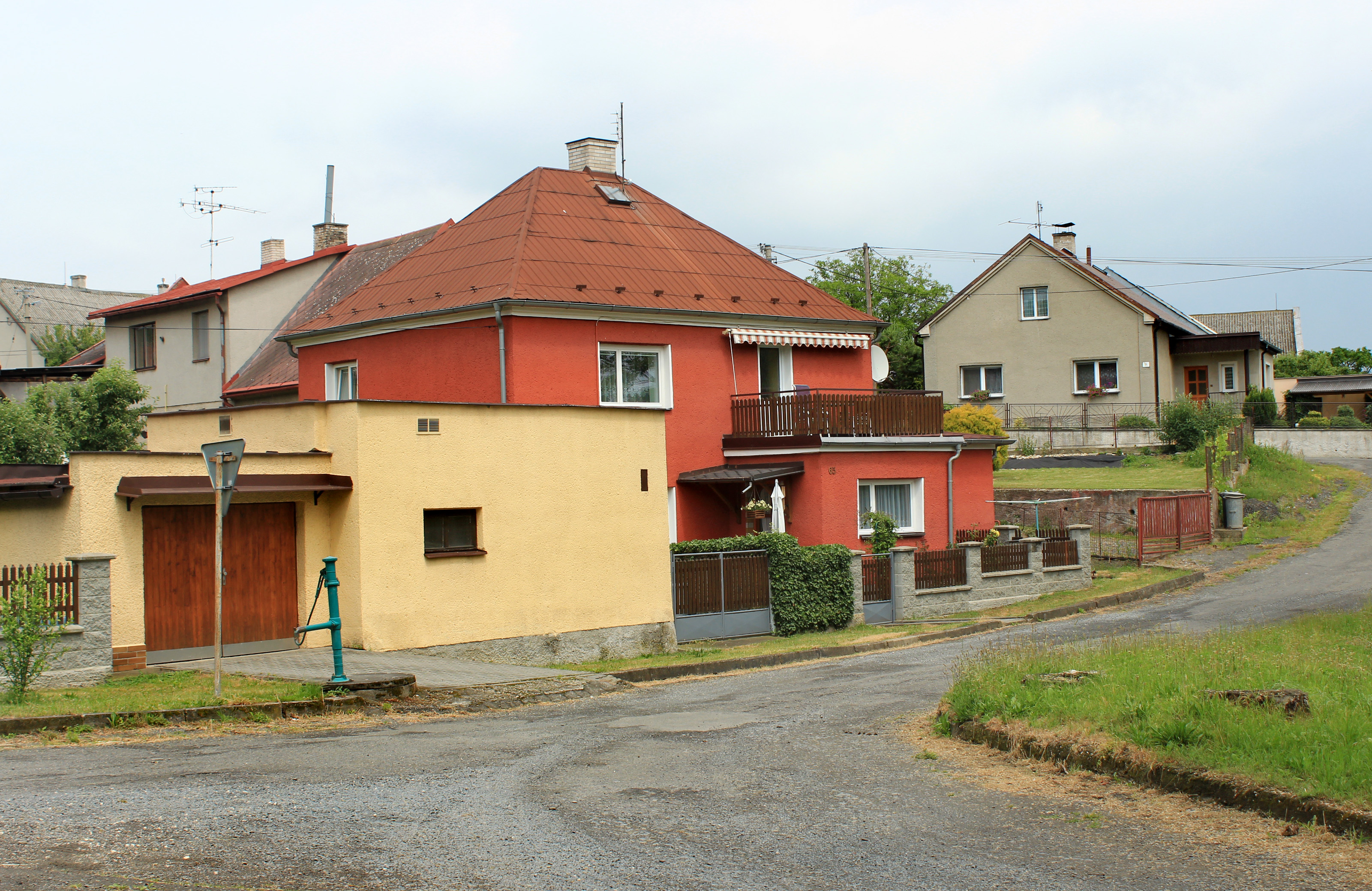
Dům čp. 65
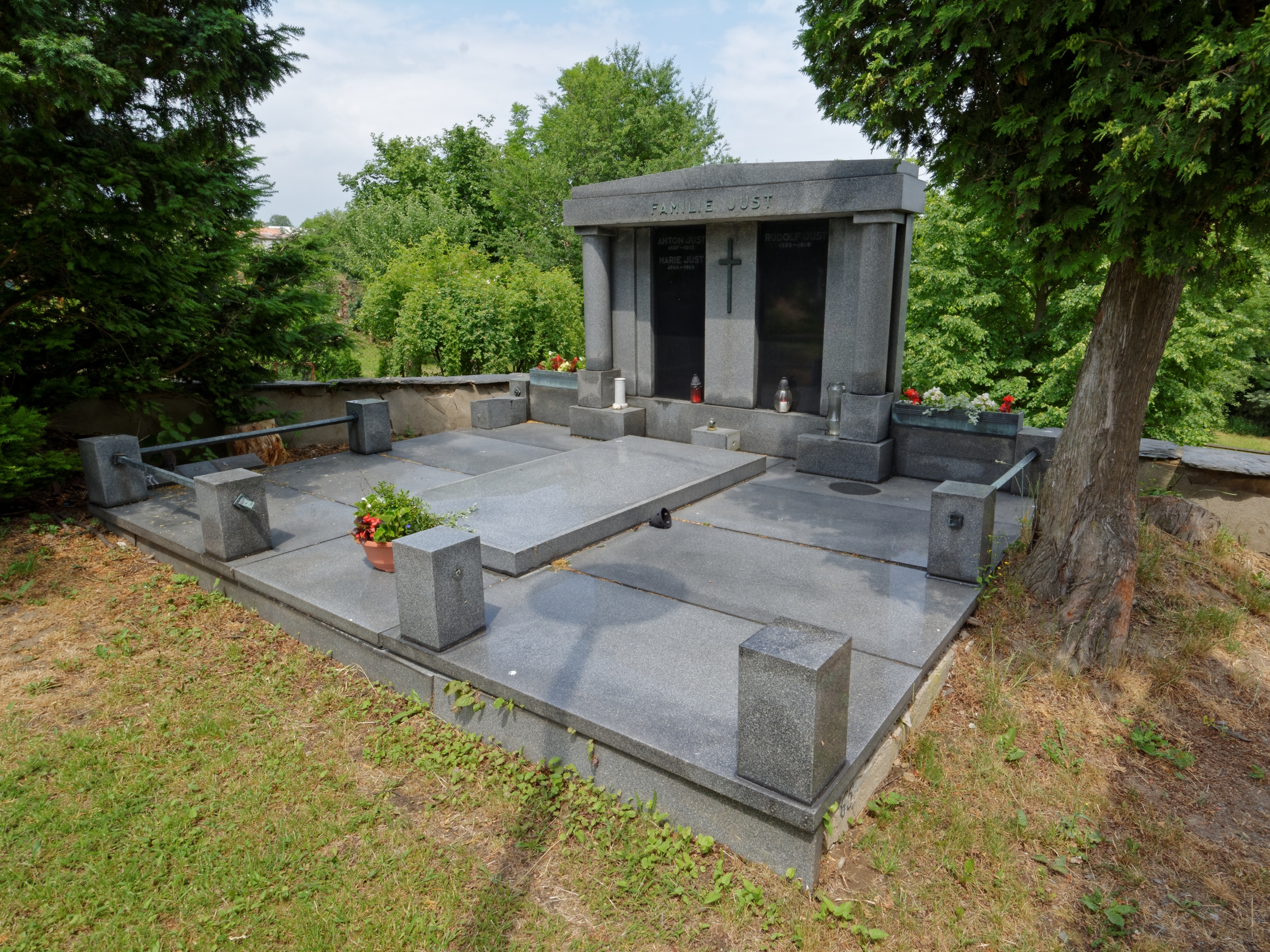
Hrobka na hřbitově
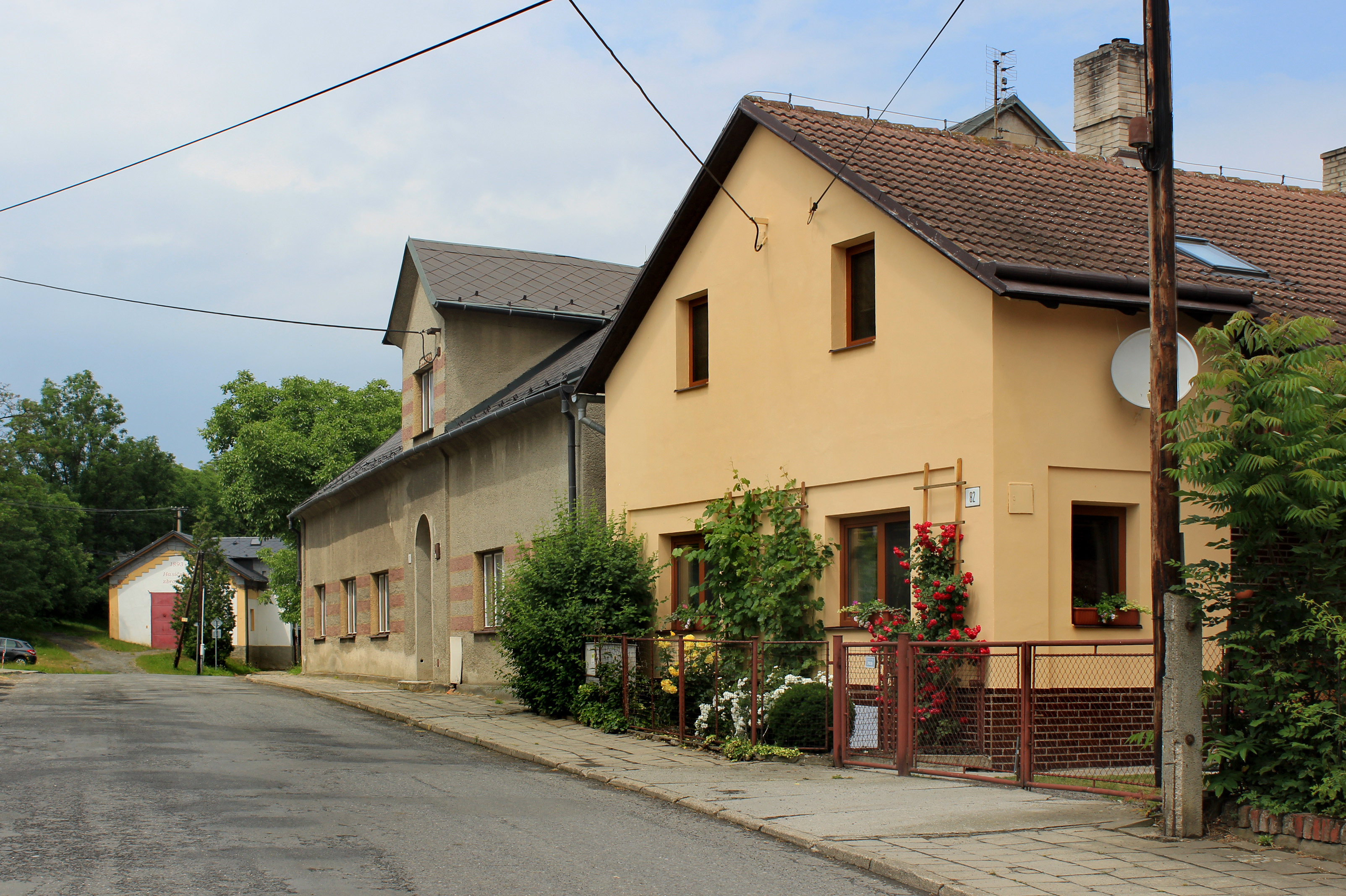
Domky ve středu vesnice
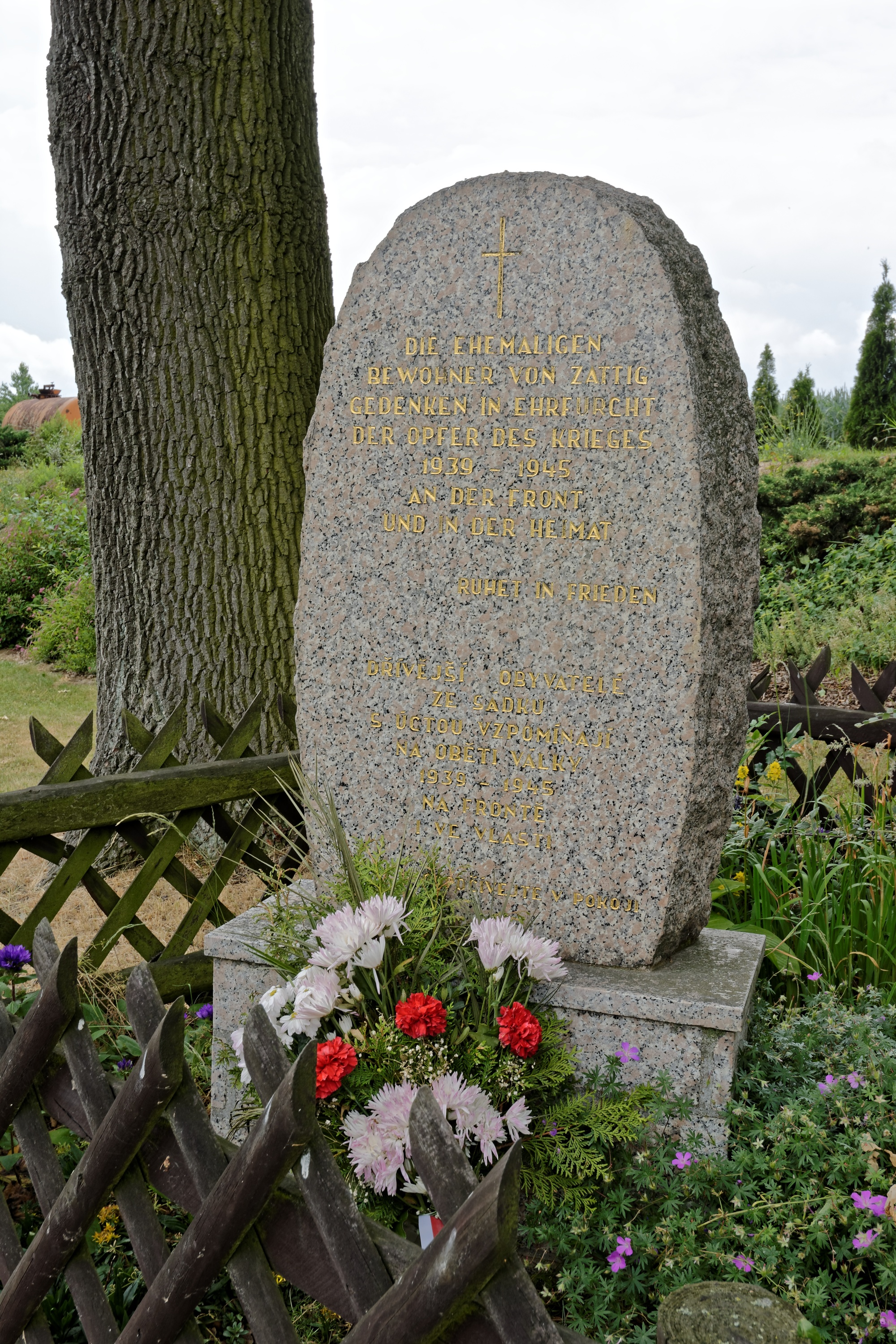
Památník obětem druhé světové války
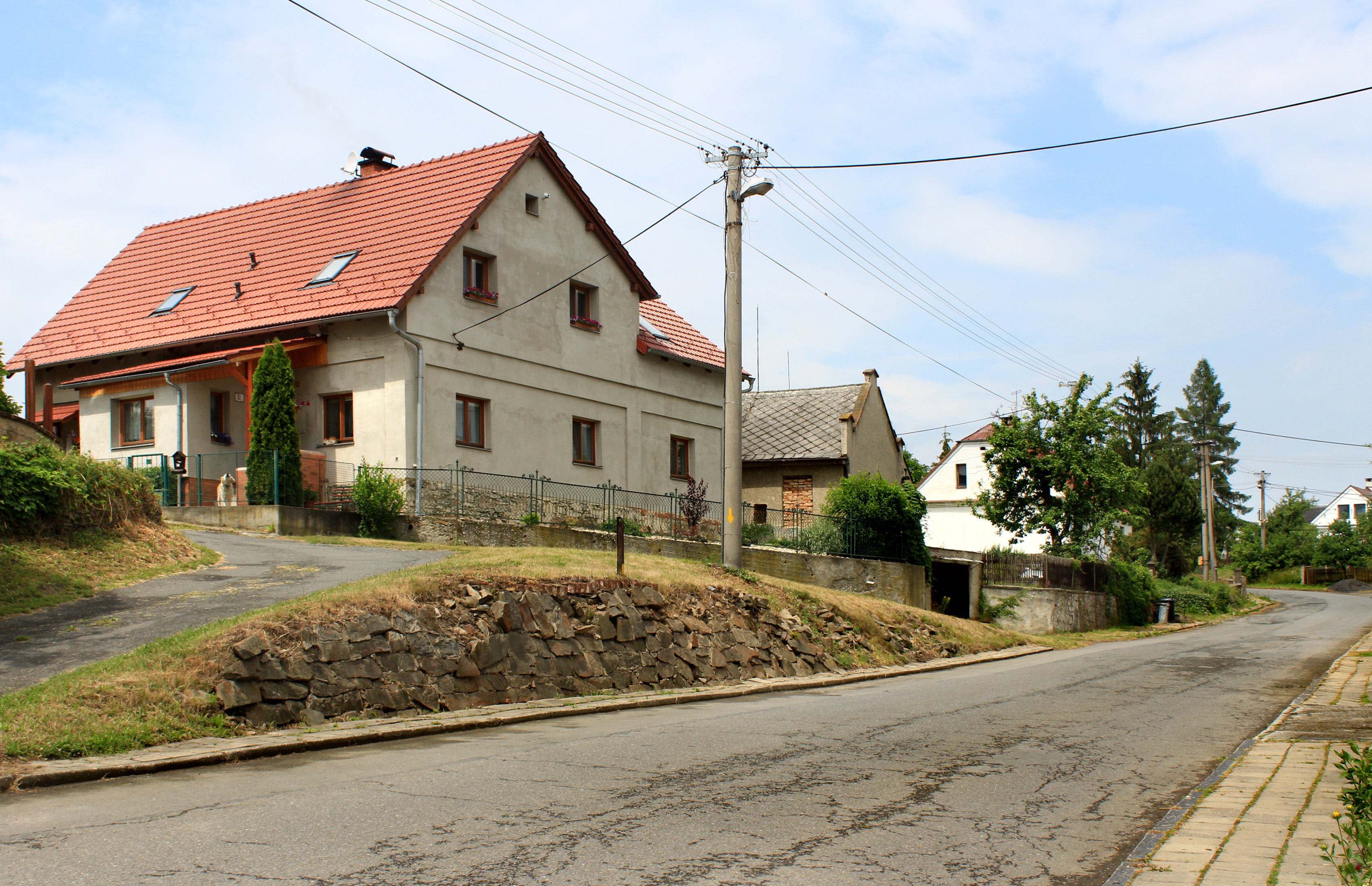
Severní část vesnice